# 軍事偽裝

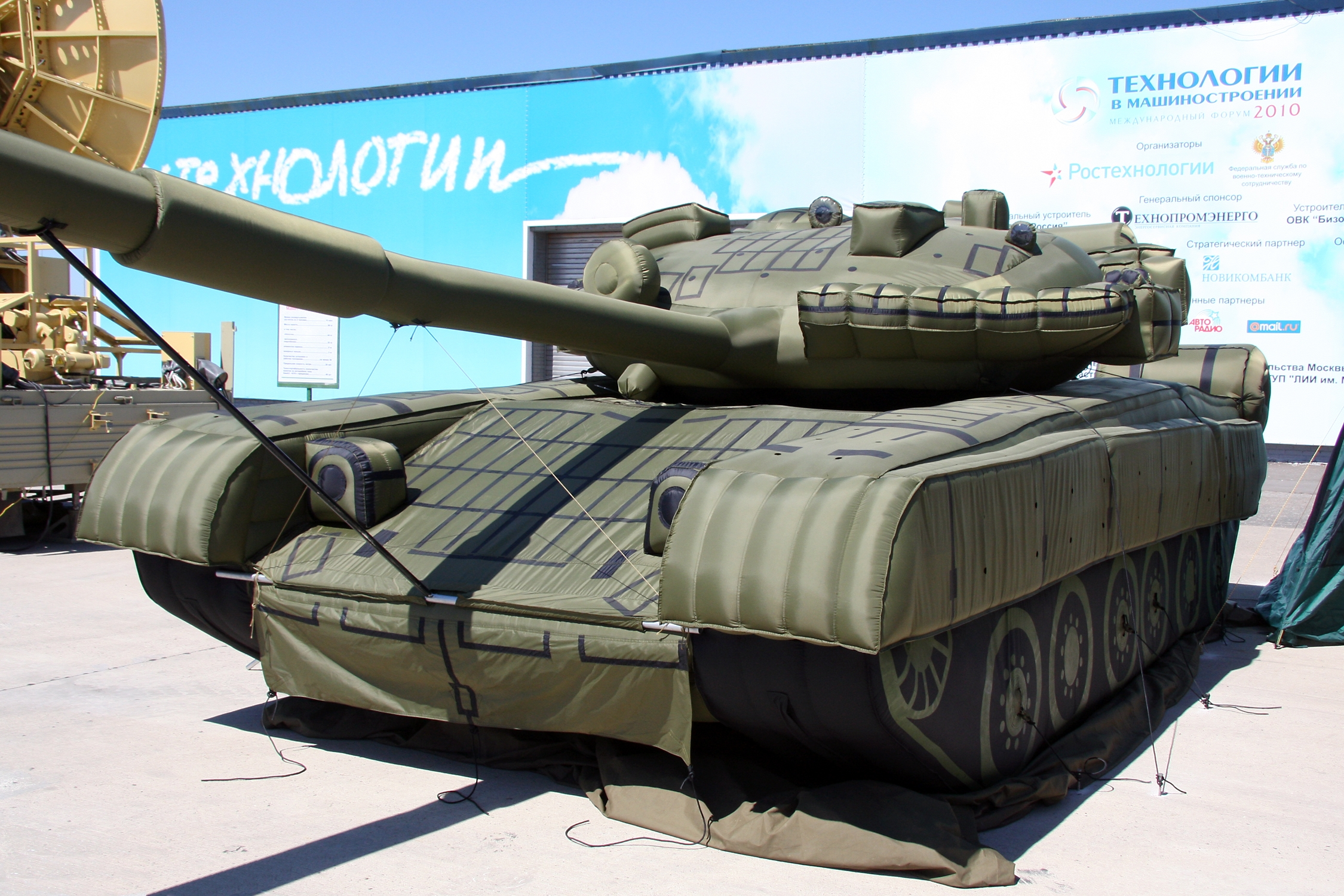
充氣假坦克

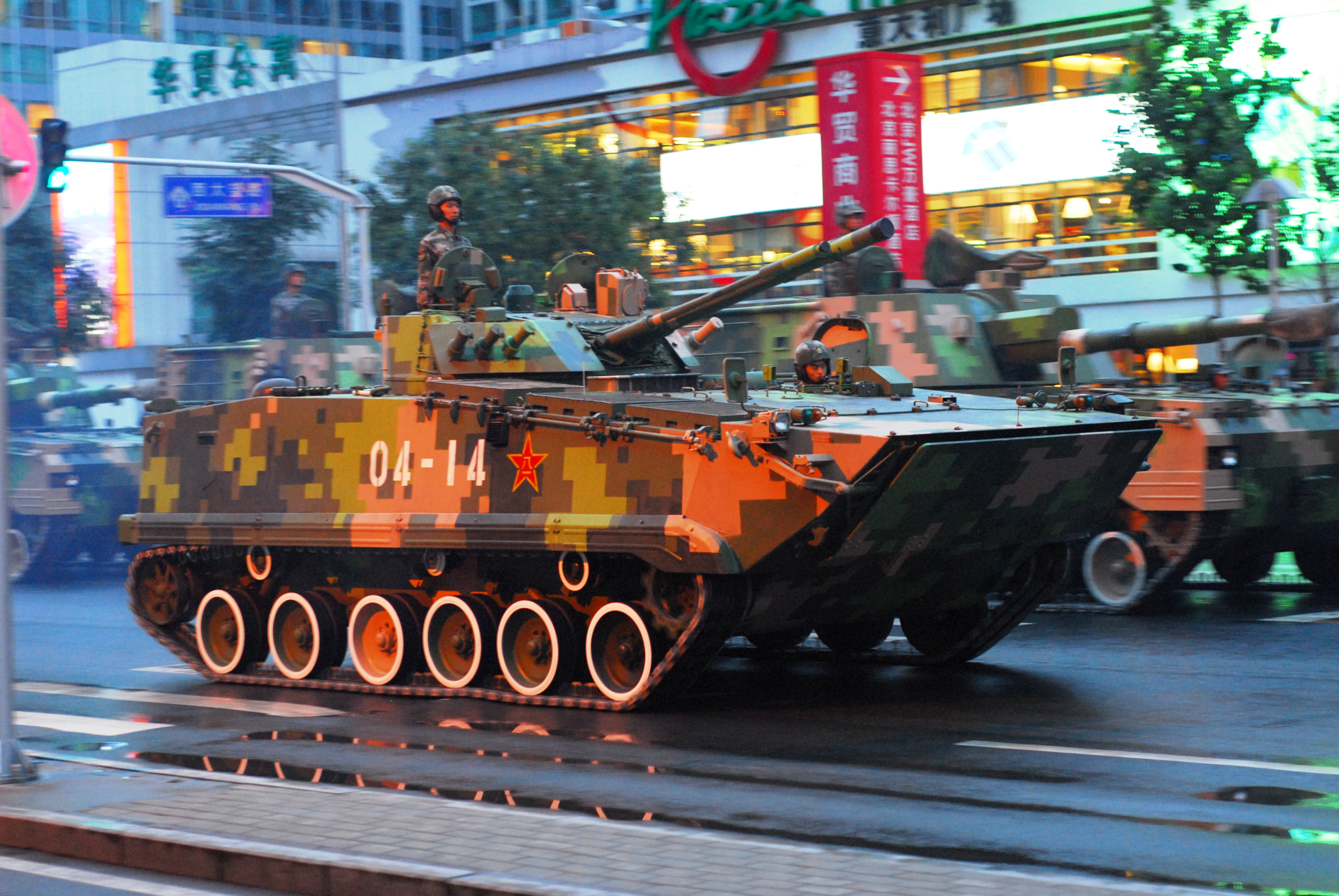
迷彩的ZBD-04步兵战车

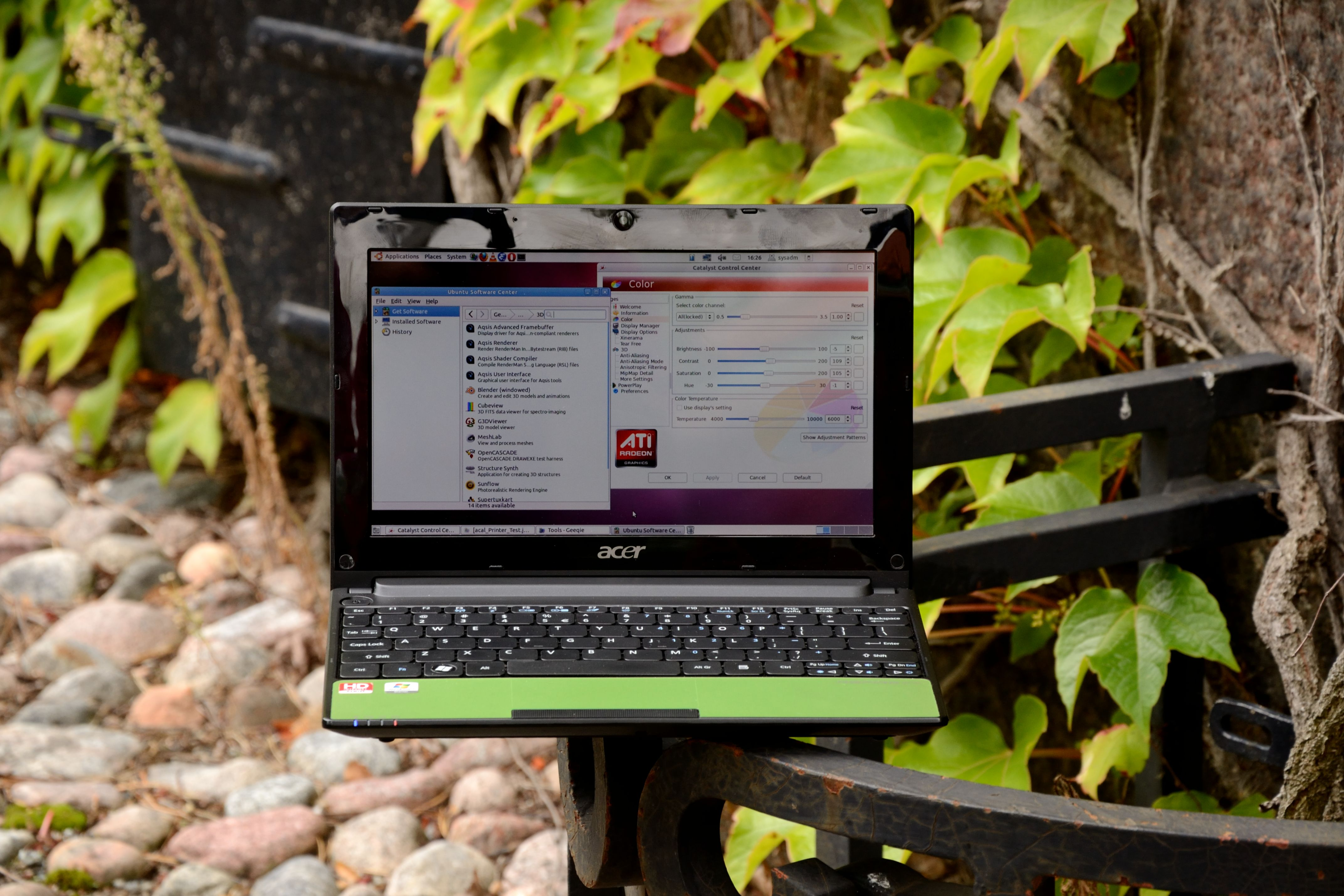
Acer Aspire One 522融合於背景顏色的匿蹤效果

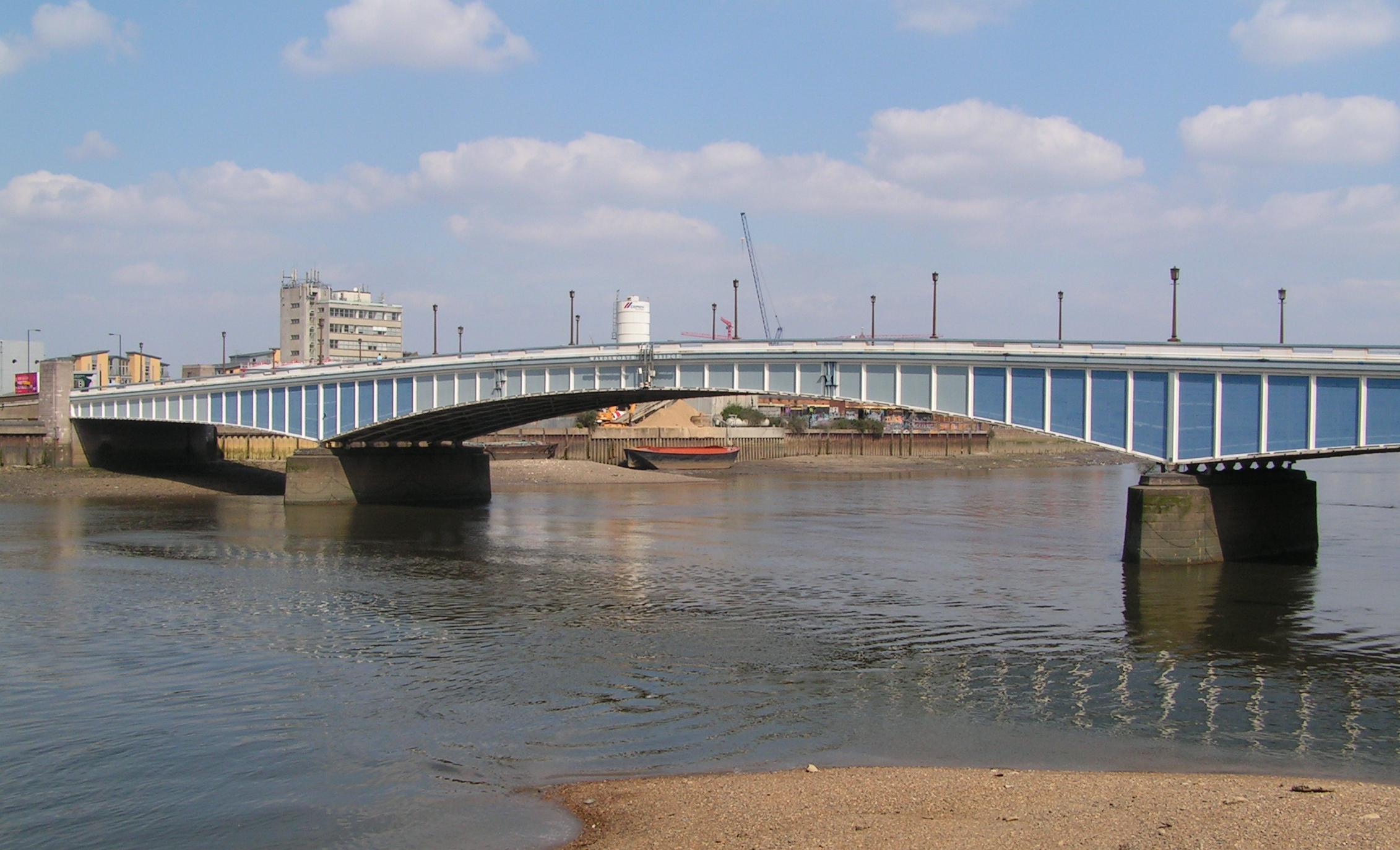
英國倫敦的旺茲沃思橋，橋體於二戰啟用時為避免軸心國空襲，而塗成類似河水的藍色，達成偽裝效果

軍事偽裝又稱迷彩風（英語：Military camouflage）為現代軍事不可或缺之戰術組成部分。到了19世紀，隨著槍械的命中率與射速的不斷上升，軍事偽裝的重要性也不斷提升，與之相反的是直到20世紀前，各國軍方依然傾向於使用明亮、單一且顯眼的顏色，如卡其色來製作軍服。將領們認為這有助於震攝敵軍，並且也使得在戰爭迷霧中辨認友軍，甚至對吸引新兵入伍也有幫助。
軍事偽裝即是與一些動物的偽裝一樣，通過模糊對象與環境的邊界而使其融入周圍情景，從而達到減少對象被發現與攻擊的危險，而不同國家之軍事偽裝發展有不同之進化階段。

## 歷史

### 英國
英國軍隊第一次將偽裝色引入軍服是於17世紀，小規模非正規部隊獵場看守人首次採用褐土色（常見於16世紀的愛爾蘭軍隊）軍服。

### 中國
在中國早期的戰爭來說是埋伏，兵法的一種或利用相似於環境的顏色或利用地形、地物、地貌替部隊作偽裝，等待敵人落入圈套之中再將其一網打盡。

## 參看
- 迷彩
- 枯葉迷彩
- 虎斑迷彩
- 眩晕迷彩
- 國防色